# Springbrook National Park
Springbrook National Park är en park i Australien. Den ligger i delstaten Queensland, omkring 86 kilometer söder om delstatshuvudstaden Brisbane.
Närmaste större samhälle är Murwillumbah, omkring 17 kilometer sydost om Springbrook National Park.
I omgivningarna runt Springbrook National Park växer i huvudsak städsegrön lövskog. Runt Springbrook National Park är det ganska glesbefolkat, med 24 invånare per kvadratkilometer. Genomsnittlig årsnederbörd är 1 801 millimeter. Den regnigaste månaden är januari, med i genomsnitt 320 mm nederbörd, och den torraste är oktober, med 41 mm nederbörd.